# Pablo Kleinman
Pablo Kleinman (Buenos Aires, 7 de marzo de 1971) es un empresario, comentarista y presentador de radio estadounidense nacido en Argentina, pionero de las redes de comunicación en América Latina. Es cofundador y jefe de Contenidos y Operaciones en VOZ, una empresa estadounidense de medios de comunicación hispanos basada en Dallas, Texas.
Hasta enero de 2021 fue el presentador de Radio California Libre, programa sobre política en español, en la radio KTNQ de Univisión en Los Ángeles. Kleinman, que conducía el único programa sobre política con una línea editorial de centro-derecha en toda la radio en español en California, fue quitado del aire tras las elecciones presidenciales de 2020 y las manifestaciones que tuvieron lugar en Washington en semanas posteriores.
Realizó sus estudios de grado en la Escuela de Relaciones Internacionales de la Universidad del Sur de California (USC, Los Ángeles) y de posgrado en London Business School y en la Escuela de Estudios Superiores de Comercio (HEC) de París, donde obtuvo un Máster en Administración de Empresas (MBA).
Cuando tenía 13 años, al concluir el primer año en el Colegio Nacional de Buenos Aires, Kleinman emigró junto a sus padres y hermanos a los Estados Unidos, estableciéndose en la ciudad de Los Ángeles. Su bisabuela había inmigrado a los Estados Unidos a través de la Isla Ellis en la década de 1930 y su familia ha mantenido una presencia continua en el Sur de California desde los años 40.
Su familia materna comenzó a llegar a la Argentina a finales de siglo XIX proveniente de Ucrania. Su abuelo residió en Colonia Mauricio, en la Provincia de Buenos Aires, una aldea de gauchos judíos fundada por la Jewish Colonization Association.

## Pionero del sector tecnológico

El chico de la computadora, Revista Siete Días, Argentina, 1987

En 1986, a la edad de 15 años, Pablo montó un tablón de anuncios (BBS) de acceso por computadora a través del teléfono en Argentina, llamado "TCC: The Computer Connection" uno de los primeros en la región y el primero en operar bajo una plataforma diseñada por Microsoft. TCC se convirtió en el año 1987 en FidoCenter, el primer nodo de la red mundial FidoNet, la primera red informática de acceso público, antepasada de Internet, en América Latina. Pablo Kleinman fue Coordinador de FidoNet en el área comprendida entre México y el extremo sur de Sudamérica (Zona 4 de FidoNet) entre 1987 y 1991. Durante este período, FidoNet se expandió a través de distintos países y llegó a contar con cientos de puntos de acceso en las principales ciudades latinoamericanas. Pablo fue también editor de un documento denominado WorldPol, un borrador de constitución para FidoNet, que fue publicado por primera vez en 1991 y constituyó la primera propuesta de organización democrática en el medio de las redes informáticas.
A comienzos de la década de 1990, FidoNet se había convertido en el principal medio de comunicación por computadora en el mundo en lo que respecta a cantidad de participantes y área de cobertura. Durante los años que pasó ayudando a hacer crecer FidoNet, Kleinman también se dedicó a piratear redes informáticas con el seudónimo de Doctor Trucho. Bajo esta identidad, fue cofundador de Piratas Unidos Argentinos, el primer grupo de hackers de América Latina.
Muchos de los participantes originales de FidoNet fueron luego los pioneros en la instalación de Internet en diversos de los países de la región como Argentina, Brasil y México. En Internet, Pablo Kleinman fue activo participante de los primeros grupos de discusión en español e integró el equipo fundador de varios de los newsgroups de Usenet dedicados a países de América Latina como soc.culture.argentina. Poco tiempo después y durante la década siguiente, Pablo integró el equipo fundador de varias empresas de servicios de Internet, entre ellas, Úrbita, una plataforma de información para viajeros con varios millones de usuarios activos.

## Periodismo y medios de comunicación
Kleinman se inició en el periodismo en 1989 como corresponsal de la Revista Billboard en América Latina. Billboard es una de las principales y más prestigiosas publicaciones internacionales del mundo del espectáculo. Kleinman fue quien dio inicio a la cobertura latinoamericana de dicha publicación.
En 2004, fundó Diario de América, el primer periódico de opinión política editado en español en los Estados Unidos. En 2013, cofundó, junto a Mario Noya Montañez, la Revista El Medio, publicación especializada en asuntos de Oriente Medio. Además, es comentarista frecuente sobre asuntos de política en varias publicaciones de la región y sus artículos se han publicado en periódicos hispanos como El Mercurio y La Nación de Chile, Panamá América y La Prensa de Panamá, La Prensa de Nicaragua, El Comercio de Perú, ABC Color de Paraguay, Diario 2001 de Venezuela, El País de Uruguay, La Nación de Costa Rica y Libertad Digital de España, como también en varias publicaciones especializadas en los Estados Unidos y en Medio Oriente.

Pablo Kleinman hablando de política en Telemundo en 2009

Pablo Kleinman es también comentarista frecuente en varios programas de televisión de noticias y actualidad, incluyendo el informativo nocturno de la cadena Telemundo en Los Ángeles. También ha participado en numerosas ocasiones como invitado en programas informativos en idioma inglés de varias cadenas de los Estados Unidos y de Canadá, generalmente para hablar sobre cuestiones relacionadas con Latinoamérica. Entre 2009 y 2014, Pablo fue el presentador invitado del principal programa de actualidad política, primero solo en KTNQ en Los Ángeles y luego en toda la cadena de radio Univision América, que se emitía en una docena de ciudades de los Estados Unidos.
Entre noviembre de 2019 y enero de 2021, fue el presentador de Radio California Libre, un programa diario que se emitía en directo de 10 a 11 de la mañana PT, con un contenido de actualidad política vista desde una perspectiva de enérgica defensa de la libertad y de la responsabilidad individual. Dicho programa era producido por KTNQ, la única emisora de información, actualidad y entrevistas de la cadena Univisión y la única estación radial con un formato de debate y opinión política en español en los Estados Unidos.

## Carrera política

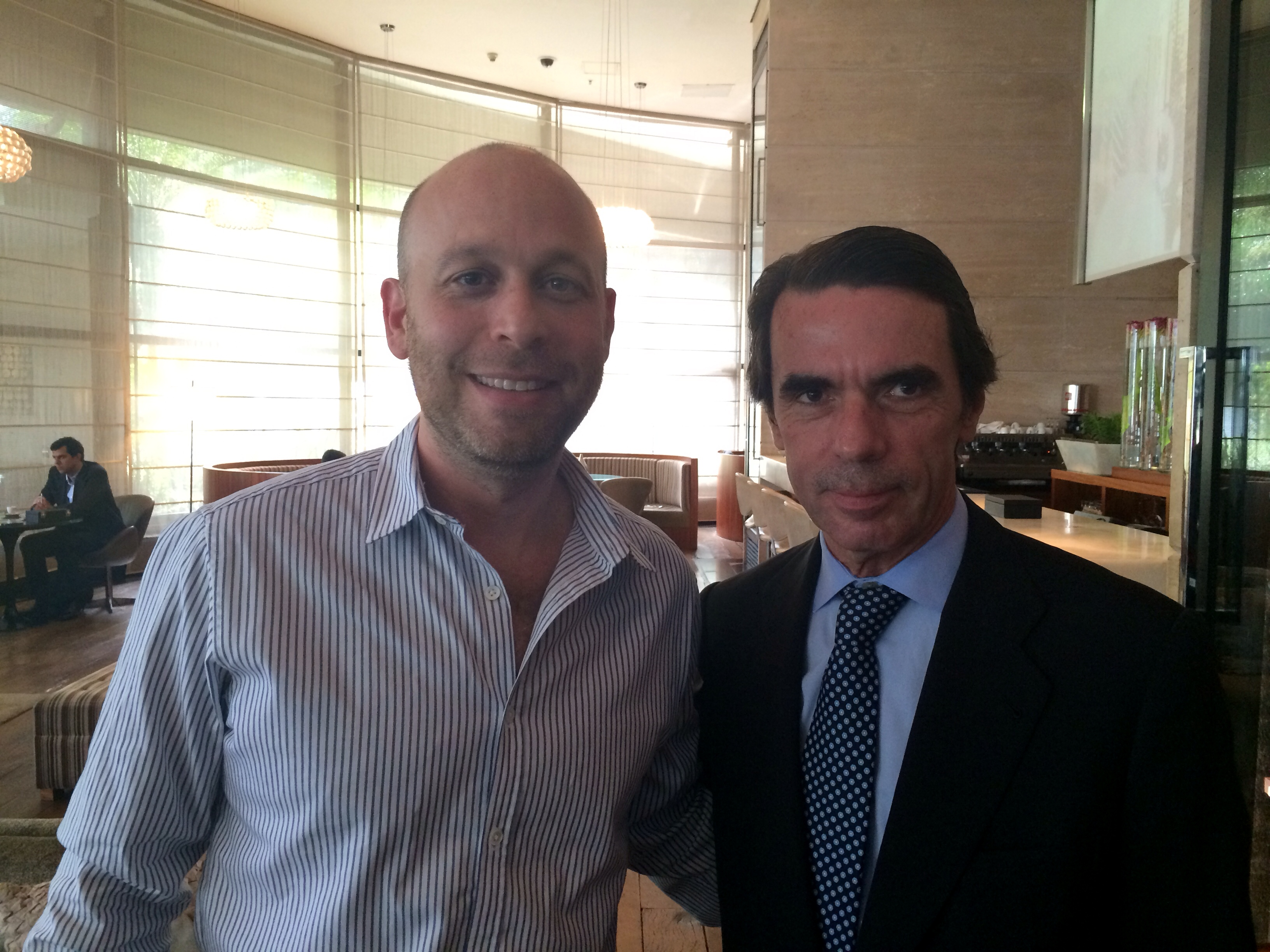
Pablo Kleinman con el expresidente del gobierno de España, José María Aznar

A comienzos de 2009, Pablo Kleinman creó la Fundación Californiana, una organización sin ánimo de lucro de carácter educativo reconocida como tal por el Gobierno Federal de los Estados Unidos (501c3), dedicada a reafirmar la noción de los hispanos como parte integral de la sociedad estadounidense, principalmente mediante la Iniciativa Romualdo Pacheco, y a educar al público acerca de los principios de la autosuficiencia personal y de la economía de mercado, tanto en español como en inglés.
En febrero de 2014, Kleinman anunció su candidatura al Congreso de los Estados Unidos para disputar la banca de Diputado por el 30.º distrito congresional de California al Demócrata Brad Sherman. A pesar de la mala imagen del Partido Republicano en Los Ángeles y de la tendencia local entre Republicanos moderados de presentarse a las elecciones como candidatos independientes, Kleinman se presentó a la Primaria como candidato del GOP, describiéndose a sí mismo como un Republicano de Nueva Generación.
La campaña de Kleinman, el primer candidato judío hispano al Congreso en la historia de los Estados Unidos, en un distrito electoral con gran población judía e hispana, generó mucha publicidad favorable en los medios de comunicación y fue vista como la primera posibilidad seria de los Republicanos de ganar en un distrito dominado por los Demócratas durante décadas.

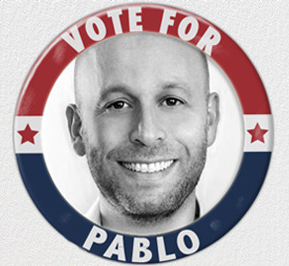
Prendedor de la campaña de Kleinman al congreso

El posicionamiento de Kleinman como conservador moderado fue visto como ideal en un distrito en el cual los Demócratas cuentan con muchos más simpatizantes que los Republicanos pero estaban internamente divididos. Sin embargo, su candidatura fue resistida fuertemente por los sectores más reaccionarios del Partido Republicano local, particularmente por algunos grupos del Tea Party, grupos antiinmigrante y por los aislacionistas, que controlan varios de los comités locales del partido en el Valle de San Fernando e hicieron campaña en su contra. Kleinman perdió la elección primaria del 3 de junio de 2014, al no poder sobreponerse a la oposición de los grupos anteriormente mencionados, en una elección marcada por un abstencionismo récord en la historia del distrito.
Entre las cuestiones políticas más notables de la poco convencional campaña electoral de Kleinman al Congreso, se encuentran la adopción de principios libertarios en cuestiones sociales como los derechos de los homosexuales, así como una política exterior fuertemente proisraelí y la promoción del reconocimiento oficial del genocidio contra el pueblo armenio por parte del gobierno de los Estados Unidos, que finalmente tuvo lugar cinco años más tarde.
Anteriormente se desempeñó como Delegado y miembro del Comité Ejecutivo del Partido Republicano de California. El 7 de junio de 2016, fue elegido al Comité Central del Partido Republicano del Condado de Los Ángeles por un período de cuatro años (2016-2020).

## Filantropía
Kleinman es Vicepresidente y Patrono de la Fundación Hispanojudía en España, que está construyendo el Museo Hispanojudío en Madrid. También es Presidente de una entidad sin fines de lucro dedicada a promover la cultura hispanojudía y las relaciones entre judíos e hispanos en los Estados Unidos, llamada Hispanic Jewish Endowment y establecida en 2017 en Miami.